# Adolpho Washington
Adolpho Washington (* 7. September 1967 in Lexington, Kentucky, USA) ist ein ehemaliger US-amerikanischer Profiboxer und Weltmeister des Verbandes IBF.

## Profi
1993 trat er gegen Virgil Hill um den WBA-Weltmeistergürtel im Halbschwergewicht an und scheiterte. 1995 boxte er erneut um die Weltmeisterschaft der WBA, diesmal im Cruisergewicht gegen Orlin Norris. Washington verlor dieses Gefecht knapp nach Punkten. 
Am 31. August 1996 trat er gegen Torsten May um den vakanten IBF-Weltmeistertitel an und siegte durch einstimmigen Beschluss. Bereits in seiner ersten Titelverteidigung verlor er diesen Titel an Uriah Grant durch Mehrheitsentscheidung.